# Arresø
Le lac Arresø est un des plus grands lacs du Danemark.

## Géographie
Le lac Arresø est situé au Nord de l'île de Seeland au Danemark, à côté de la ville de Ramløse et à une cinquantaine de kilomètres au nord-ouest de Copenhague. Son bassin fluvial couvre une superficie de 216 km2. Le lac a une forme en fer à cheval et mesure dans ses plus grandes dimensions environ six kilomètres de longueur sur environ six kilomètres de largeur. Il est alimenté par la rivière Pøleå ainsi que par d'autres petits cours d'eau. Le lac se déverse dans le Fjord de Roskilde.
Le lac Arresø est situé dans le parc national de Kongernes Nordsjælland qui est une réserve naturelle membre du réseau Natura 2000. Il est le lieu de nidification du pygargue. De nombreuses roselières bordent ses rives.

## Liens externes

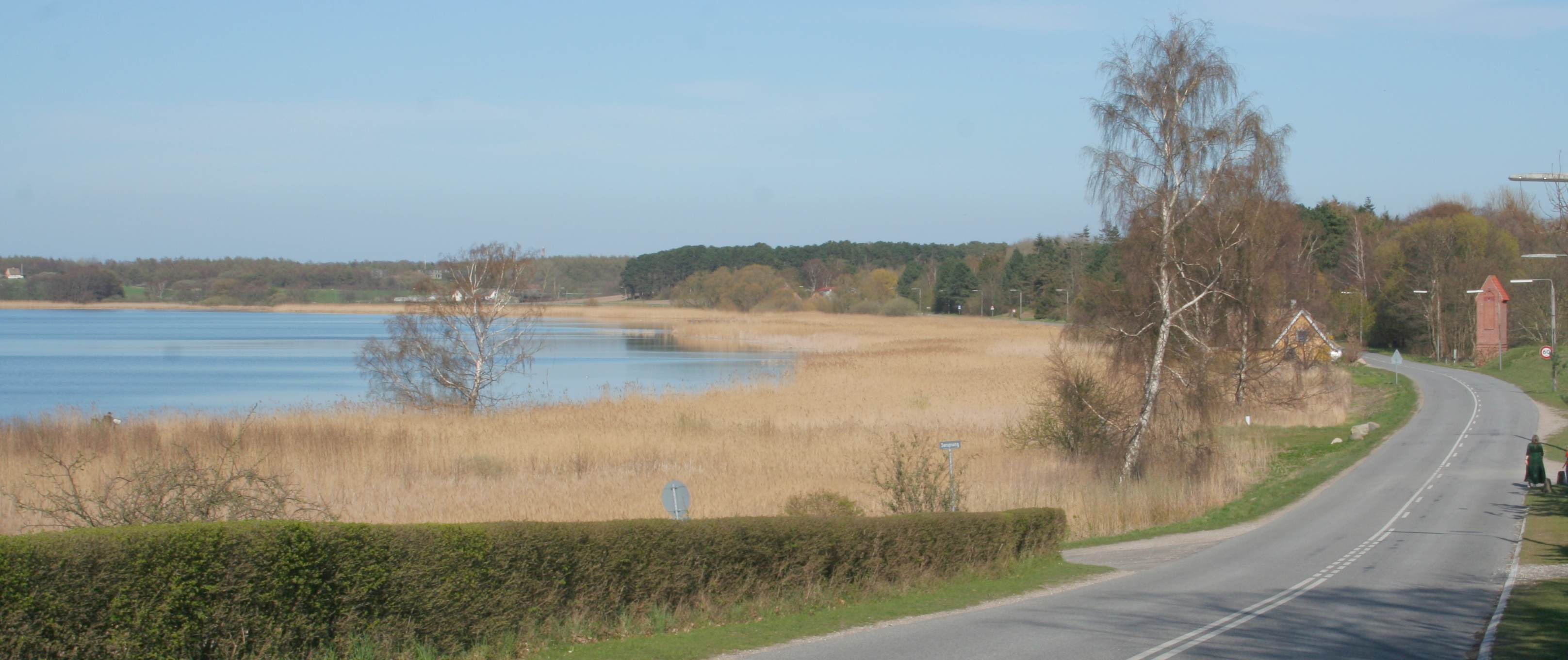
Roselière le long de la rive du lac Arresø.
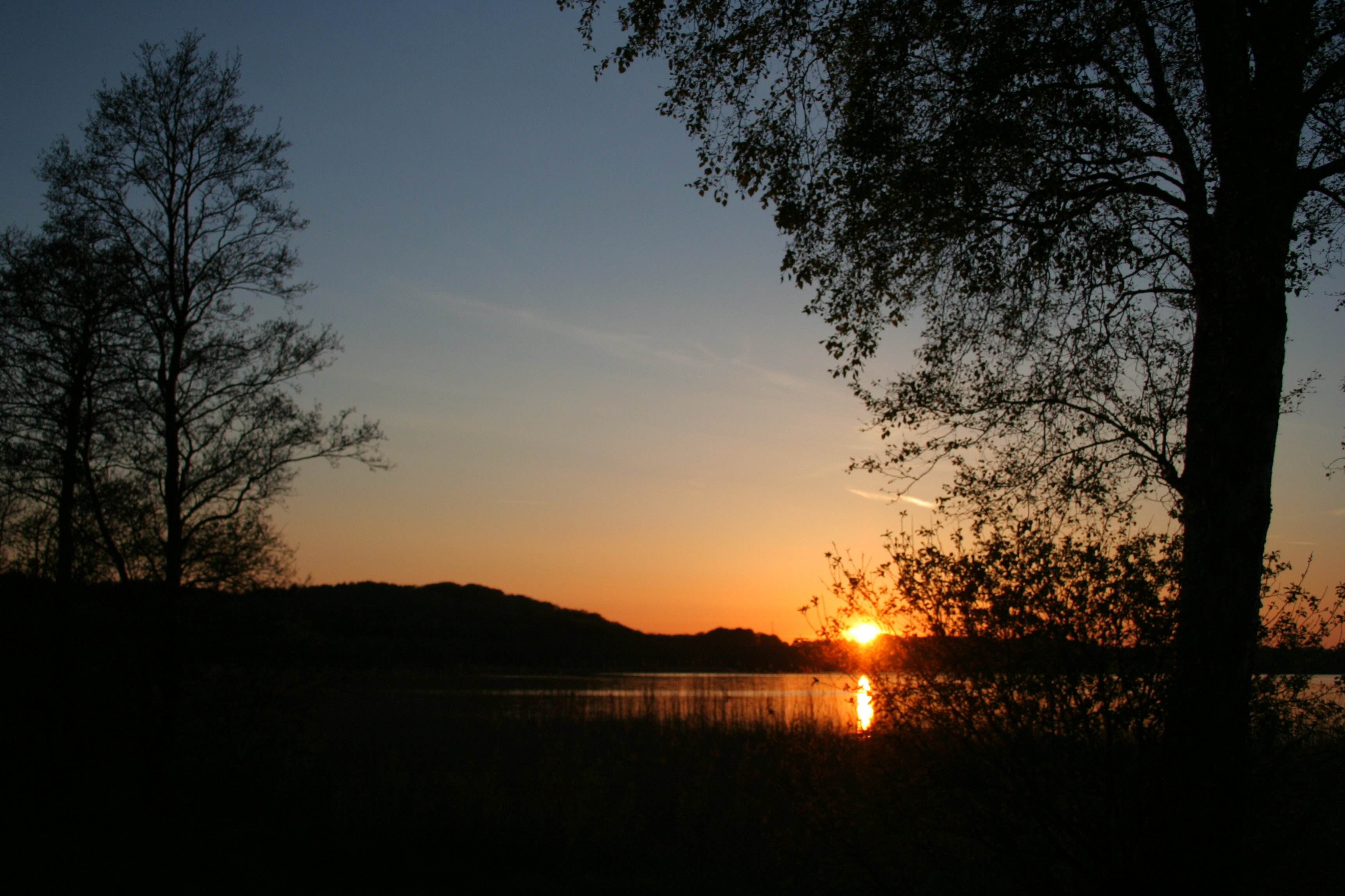
Coucher de soleil sur le lac Arresø.
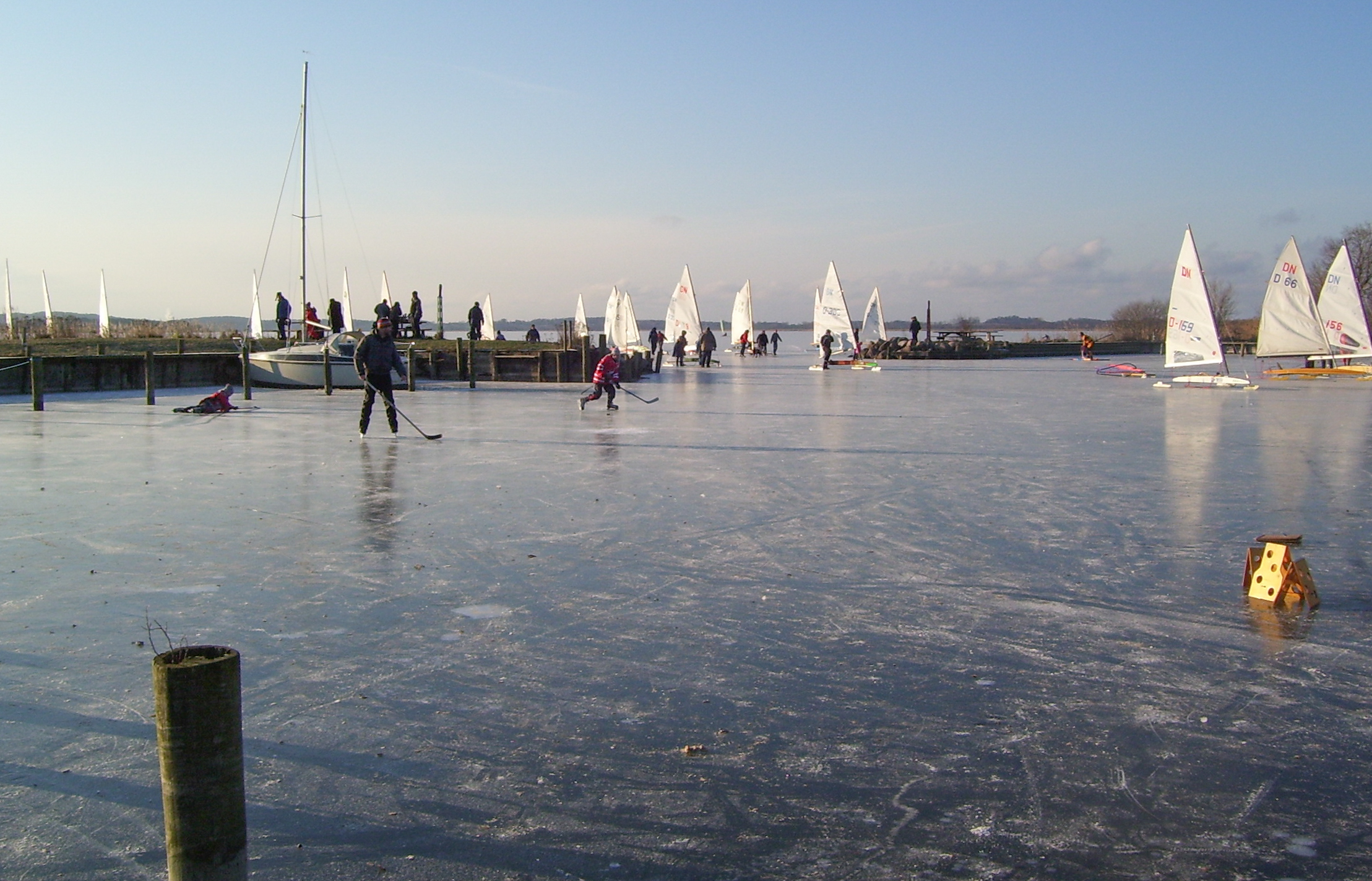
Le lac Arresø en partie gelé en hiver.